# Constantía (Osroena)
Constantía o Constantia (en griego antiguo: Κωνσταντία, Konstantía) fue una ciudad de cierta importancia en la provincia de Osroena en Mesopotamia en el camino entre Nísibis y Carrhae, a no mucha distancia de Edesa. Fue, después de Nísibis, la residencia del dux Mesopotamiae hasta la fundación de Dara.

## Nombres históricos
Existe una variación considerable entre diferentes autores sobre la forma en que se escribe el nombre de esta ciudad y los nombres bajo los cuales se conoce, además de Constantía, como:
- Constantina o Konstantina (Κωνσταντίνα)[3]
- Antoninópolis o Antoninopolis[4]
- Niceforion, Nicephorium, Nikeforion o Nikephorion (Νικηφόριον)[5]
- Maximianópolis o Maximianopolis (Μαξιμιανούπολις)[4]
- Constantinópolis de Osroena o Constantinopolis en Osrhoene[6]
- Tella y Antiochia Arabis[7]
- Antioquía de Mesopotamia, Antiochia en Mesopotamia (Ἀντιόχεια τῆς Μεσοποταμίας), Antioquía de Arabia y Antiochia en Arabia (Ἀντιόχεια ἡ Ἀραβική – Antiocheia e Arabike).[8]

## Historia
Según Plinio, fue fundada por Seleuco I Nicator después de la muerte de Alejandro Magno. Según el historiador bizantino Juan Malalas, la ciudad fue construida por el emperador romano Constantino I en el lugar de la antigua Maximianópolis, que había sido destruida por un ataque persa y un terremoto. Jacobo Baradeo, padre de la iglesia de los cristianos sirios, nació cerca de la ciudad y fue monje de un monasterio cercano.
Bajo los nombres de Constantina y Tella, fue también un obispado, sufragáneo de Edesa. De la diócesis, se han conservado los nombres de los primeros obispos, incluido Sofronio que asistió al Concilio de Antioquía en 445. Ya no hubo otro obispo residente, aunque sigue siendo sede titular de la Iglesia Católica bajo el nombre de Constantina (Constantiniensis). En la actualidad, la sede está vacante. La ciudad fue capturada por los árabes en 639.
El lugar se encuentra cerca del moderno Viranşehir, Turquía.